# Tetín (Boêmia Central)
Tetín é uma comuna checa localizada na região da Boêmia Central, distrito de Beroun.